# Tanzania i olympiska sommarspelen 1972
Tanzania deltog i de olympiska sommarspelen 1972 med en trupp bestående av 15 deltagare. Ingen av landets deltagare erövrade någon medalj.